# Ustava Združenih držav Amerike
Ustava Združenih držav Amerike je vrhovni zakon Združenih držav Amerike. Sprejet je bil na ustavni konvenciji v pensilvanijski Filadelfiji 17. septembra 1787 in ratificiran na konvencijah v posameznih zveznih državah. Ustava je sprva vsebovala sedem točk, kasneje pa je bila dopolnjena s 27 amandmaji, izmed katerih jih prvih deset sestavlja listino Bill of Rights. Ima osrednji pomen v politični kulturi in zakonodajnih postopkih v Združenih državah, po nekaterih virih pa je najstarejša veljavna pisana ustava na svetu. Dokument ima skupno 4.543 besed. Ročno spisana originalna različica je shranjena v nacionalnem arhivu v Washingtonu D.C.